# Victorio D'Alessandro
Victorio Lucas D'Alessandro (Buenos Aires, 11 de maio de 1984), ou simplesmente Victorio D'Alessandro, é um ator e modelo Argentino.

## Biografia
Nasceu na cidade de Buenos Aires, Argentina, em 11 de Maio 1984, por volta de seis horas. Seu pai também se chama Victorio. Sua mãe se chama Anna. Tem dois irmãos: Gonzalo (mais jovem) e George (mais velho). Victor estudou teatro aos 14 anos, enquanto jogava nas categorias de base do Argentinos Juniors. Aos 18 anos ele decidiu que seria ator.
"Eu assistia aos filmes e imagina como seria ser como Tom Hanks ou Johnny Depp, dois atores versáteis", declarou em uma entrevista.
Ele começou a fazer teatro. Um trabalho especial para ele, foi quando estrelou com seu pai, foi nomeado Esquilo Fantasy. Ele é apaixonado por filosofia e seu livro favorito é O Cavaleiro da armadura enferrujada de Robert Fisher. Em 2009 D'Alessandro se formou na Universidade da Polícia Federal como advogado.

## Carreira
Ele começou a fazer vários comerciais, tanto para Argentina e para o exterior. Ele desfilou para agência RV Moldes e Marca Bross.
Interpretou diferentes personagens como meu irmão, Floricienta, Alma Pirata e Som de Ferro. Mas foi em 2008 (quando ele foi convocado e feito para se juntar ao elenco de Quase Anjos, série juvenil produzida por Cris Morena), onde ganhou um papel não apenas estável, mas também muito popular. Que fez até o ano de 2010 o personagem Luca Franchini.
Em 2011 ele foi chamado para pertencer a Herdeiros de uma vingança, a ficção de Pol-Ka, estrelado por Luciano Castro e Romina Gaetani. Seu personagem é Miguel Mendiola, uma andorinha peão, o melhor amigo e braço direito de Lucas (Marco Antonio Caponi) é Lola (Flor Torrente).
Ao termino das gravações de Herdeiros de uma vingança, Victorio passou a integrar o elenco de Os únicos (Los Unicos 1ª e 2ª temporada) cujo personagem é Ciro Fulnes, um agente secreto com poderes especiais, como: pele impenetrável e invisibilidade. Forma um triângulo amoroso com Keira (Brenda Aniscar) e Sofia (Euge Suarez).
Na metade de 2011 e 2012 também integrou o elenco da peça de teatro "Que Bueno Que Estés Acá".
Ele começou a fazer várias propagandas para a Argentina e para o exterior. Ela foi modelo da agência RV Models e da marca Bross. Ele jogou personagens diferentes em tiras como Meu irmão, Floricienta, Alma pirata e Son de Fierro. Em 2008, ele foi convocado para se juntar ao elenco já formada da faixa hit Quase Anjos (Telefe), série juvenil produzido por Cris Morena Group e RGB Entertainment e estrelado Emilia Attias e Nicolás Vázquez. Nele tocou até 2010 o personagem de Luca Franccini, ao lado do elenco atuou no Teatro Gran Rex em Buenos Aires, em algumas províncias da Argentina e em outros países como Israel e Uruguai.
Em 2009, ele se formou na Universidade Federal de Polícia como advogado. Em 2011 ele foi convocado para pertencer a Herdeiros de uma vingança, Pol-ka ficção estrelado por Luciano Castro e Romina Gaetani. Seu personagem é Miguel Moran, um peão de andorinha, melhor amigo e destro de Lucas (Marco Antonio Caponi) que está com Lola, (Florencia Torrente). Nesta tira ele se parece com um ator representando tanto uma história heterossexual quanto em paralelo outro homossexual com Cosme (Sergio Surraco). Além de ser nas gravações de Herdeiros estrelas Como é bom que você está aqui, uma peça de teatro na rua Corrientes representando Peter com Dalma Maradona.
Em 2012 Pol-ka contínua juntar ao elenco da segunda temporada de The Style, estrelado por Nicolas Cabre, Nicolás Vázquez e Emilia Attias. Seu personagem é Ciro Funes, um agente secreto de uma unidade especial que tem o dom da invisibilidade, da pele inquebrável e do elefante. Este personagem vive um triângulo amoroso com Keira ( Brenda Asnicar) e Sofia ( Eugenia Suarez). Ele também filmou uma participação no primeiro filme gravado em 3D na Argentina, A luta da minha vida, estrelado por Mariano Martínez e Federico Amador.
membro do elenco de 'era' Sos My Man tira Pol-ka estrelado por Luciano Castro e Celeste Cid. Seu personagem é Rafael, um jovem boxeador filho do personagem Puma Goity e muito próximo de Ringo (Luciano Castro). Em 2014, ele fez parte do elenco da telenovela [Mis amigos de siempre], também da Pol-ka Producciones, na personagem de Guido.
Em 2015, ele se juntou ao elenco da telenovela Noche y día, estrelando Facundo Arana e Romina Gaetani em El Trece.
Em 2016, ele interpreta Cosme na série Círculos da América TV que foi ao ar nas noites de sábado. Seu personagem é o irmão de Hugo Arana, o protagonista da série, nos flashbacks constantes do passado que a história tem.
2017 interpreta um dos papéis principais na primeira temporada do drama teen Heidi, bienvenida a casa, produzido por Nickelodeon América Latina. Nesta história, ele interpreta "Toro", um apaixonado jovem amante de música que luta por sua liberdade e por viver o que ama. Em junho do mesmo ano, ele participou da versão teatral de "Heidi, Welcome home" no Teatro Astral da cidade de Buenos Aires.
No mesmo ano ele se juntou a peça "Proibido", produzido por RGB Entertainment e dirigido por Betty Gambartes e Diego Vila na Apollo Theater Calle Corrientes. Ele faz o papel de "Roly" e divide o elenco com Juan Darthés e Alejandra Radano. Ele também vem no mesmo ano Telefe, para gravar a nova novela produzida pela Enrique Estevanez "Batida coração", que é um dos co-estrelas e desempenha Santiago, um radiologista, que tem um caso com Lucrecia (María del Cerro).

## Cinema
| Ano  | Título              | Personagem | Diretor                  |
| ---- | ------------------- | ---------- | ------------------------ |
| 2012 | La pelea de mi vida | Farra      | Jorge Nisco              |
| 2018 | Los Olvidados       |            | Luciano y Nicolás Onetti |
| 2018 | Sólo el amor        |            | Diego Corsini            |

## Televisão
| Ano       | Título                    | Personagem                    | Canal       |
| --------- | ------------------------- | ----------------------------- | ----------- |
| 2005      | Floricienta               | Fabián                        | El Trece    |
| 2006      | Alma pirata               | -                             | Telefe      |
| 2007      | Son de Fierro             | Leonardo                      | El Trece    |
| 2008-2010 | Casi ángeles              | Luca Franccini                | Telefe      |
| 2011      | Herederos de una venganza | Miguel Morán                  | El Trece    |
| 2012      | Sos mi hombre             | Rafael Villar Medina          | El Trece    |
| 2012      | Los Únicos                | Ciro Funes                    | El Trece    |
| 2013      | Mis amigos de siempre     | Guido Alarcon                 | El Trece    |
| 2014-2015 | Noche & día               | Joaquin Agüero                | El Trece    |
| 2016      | Círculos                  | Cosme                         | América TV  |
| 2017-2019 | Heidi, bienvenida a casa  | Toro / Toribio García Leblanc | Nickelodeon |
| 2017-2018 | Golpe al corazón          | Santiago Palacio López Medina | Telefe      |
| 2018      | Cien días para enamorarse | Sandro “Machete” González     | Telefe      |
| 2018      | Millennials               |                               | Net TV      |
| 2018      | Secretos bien guardados   | Marthin Müller                | Telefe      |
| 2019      | Una razón para vivir      |                               | Telefe      |
| 2020      | Desenfrenadas             |                               | Netflix     |
| 2022      | Cuba Libre                | René Vallejo                  | RTP1        |

## Teatro
| Ano           | Obra                     | Personagem                | Direção                      | Teatro                  |
| ------------- | ------------------------ | ------------------------- | ---------------------------- | ----------------------- |
| 2008-2010     | Casi Ángeles             | Luca Franccini            | Cris Morena                  | Gran Rex                |
| 2011          | Qué bueno que estés acá  |                           | Ezequiel Tronconi            | Código Montesco         |
| 2013          | El diario del peludo     |                           | Gonzalo Demaría              | El camarín de las musas |
| 2014          | Los locos Grimaldi       |                           | Atilio Veronelli             | Gira nacional           |
| 2015          | Sangre gringa            | Joven inmigrante italiano | Alejandro Ullúa              | La Casona Iluminada     |
| 2016          | Filomena Marturano       | Hijo de Filomena          | Helena Tritek                | 25 de Mayo              |
| 2017          | The Rocky Horror Show    | Criminologo               | Andie Say                    | Teatro Maipo            |
| 2017          | Heidi, bienvenida a casa | Toro                      |                              | Teatro Astral           |
| 2017          | Lo Prohibido             | Roly                      | Betty Gambartes y Diego Vila | Apolo                   |
| 2017          | El Diario Del Peludo     |                           |                              | Casa de La Lectura      |
| 2018-Presente | Sugar                    |                           |                              |                         |

## Prêmios e indicações
| Ano  | Prêmio                        | Categoria                                 | Trabalho nomeado         | Resultado |
| ---- | ----------------------------- | ----------------------------------------- | ------------------------ | --------- |
| 2015 | Premios ACE                   | Revelación Masculina                      | El diario del peludo     | Indicado  |
| 2017 | Kids' Choice Awards Argentina | Ship Nick (compartilhado com Vicky Ramos) | Heidi, bienvenida a casa | Indicado  |
| 2017 | Kids' Choice Awards Argentina | Chico Trendy                              | El mismo                 | Indicado  |
| 2017 | Premios Notirey               | Mejor Actor Protagonista en Musical       | Lo Prohibido.            | Venceu    |